# Valentina Corneli
Valentina Corneli (Giulianova, 13 marzo 1986) è una politica italiana.
Laureata in giurisprudenza con specializzazione in diritto amministrativo, è stata proclamata deputata il 19 marzo 2018. Durante la XVIII legislatura ha fatto parte della I commissione (Affari Costituzionali, della Presidenza del Consiglio e Interni) e del Comitato per la legislazione.
Nel maggio del 2024, in occasione delle elezioni europee, viene candidata nella lista del M5S per la circoscrizione meridionale.